# Хананов Едуард Ахатович
Едуард Ахатович Хананов (9 січня 1942, Самарканд, Узбецька РСР, СРСР — 16 червня 2004, Луганськ, Луганська область, Україна) — український політик узбецького походження, народний депутат України 1-го скликання (в 1990—1992 роках). Доктор економічних наук.

## Біографія

### Освіта
З 1958 по 1963 рік навчався в Ворошиловському (Комунарському) гірничо-металургійному інституті Луганської області, інженер-будівельник. Закінчив Академію суспільних наук при ЦК КПРС.

### Кар'єра
З 1963 року — майстер, виконроб, начальник дільниці Верхнянського будівельного управління тресту «Лисичанськхімнафтобуд» Луганської області.
З 1965 року — 1-й секретар Лисичанського міського комітету ЛКСМУ Луганської області.
у 1971—1973 роках — начальник Донецького будівельного управління тресту «Лисичанськхімнафтобуд».
З 1973 по 5 жовтня 1978 року — 2-й секретар, з 5 жовтня 1978 по 27 липня 1987 року — 1-й секретар Лисичанського міського комітету КПУ Ворошиловградської області.
З липня 1987 року — 1-й заступник голови, з квітня 1990 року — голова виконавчого комітету Ворошиловградської (Луганської) обласної ради народних депутатів.
У березні 1992 — червні 1994 року — представник Президента України в Луганській області.
Помер 16 червня 2004 року. Похований в місті Лисичанську.

## Нагороди
- орден Трудового Червоного Прапора
- орден «Знак Пошани»
- медалі
- Почесний громадянин міста Лисичанськ (9.01.2002)